# Püsky János
Szederkényi Püsky János (Szederkény, 1597. – Győr, 1657. március 8.) kalocsai érsek.

## Élete
Olomoucban filozófiát, Nagyszombatban és a grazi jezsuitáknál teológiát tanult. 1608-ban a Collegium Germanicum et Hungaricum növendéke, majd Naprágyi Demeter kalocsai érsek udvarában tartózkodott. Pappá szentelése után Pázmány Péter udvari káplánja.
1622-től esztergomi kanonok. 1628-tól a garamszentbenedeki uradalom prefektusa, tornai főesperes és szenttamási prépost. 1630-tól szalkai apát, 1632-től pápai kamarás. 1637-től csanádi címzetes püspök lett, de csak 1640-ben szentelték fel. Székhelyét Nógrád várába tette át. 1639 őszén Draskovich György győri püspökkel a nagyszombati zsinat határozatait vitte a királyhoz, és kérte, hogy a király érvényesíttesse a pápánál a magyar király főkegyúri jogát a címzetes püspökségek kinevezésére, s hogy a megerősítési díjak fizetése alól mentesítsék a kinevezetteket. 
1643-1644 között váci, 1644-től nyitrai püspök és Nyitra vármegye főispánja. Erről 1648-ban lemondott és ismét váci püspök, pozsonyi és sági prépost lett. 1649-től kalocsai érsek, amiben X. Ince pápa 1650-ben erősítette meg. 1650-től győri püspök, s ekkor szűnt meg váci püspöksége. Az Írországból menekülő Walter Lynch clonferti püspököt, aki magával hozta a később könnyező Mária-képet, befogadta egyházmegyéjébe, és 1655-ben kanonokká nevezte ki. A győri székesegyházban temették el.